# Clusia gentlei
Clusia gentlei là một loài thực vật có hoa trong họ Bứa. Loài này được Lundell mô tả khoa học đầu tiên năm 1941.